# Géza Csáth

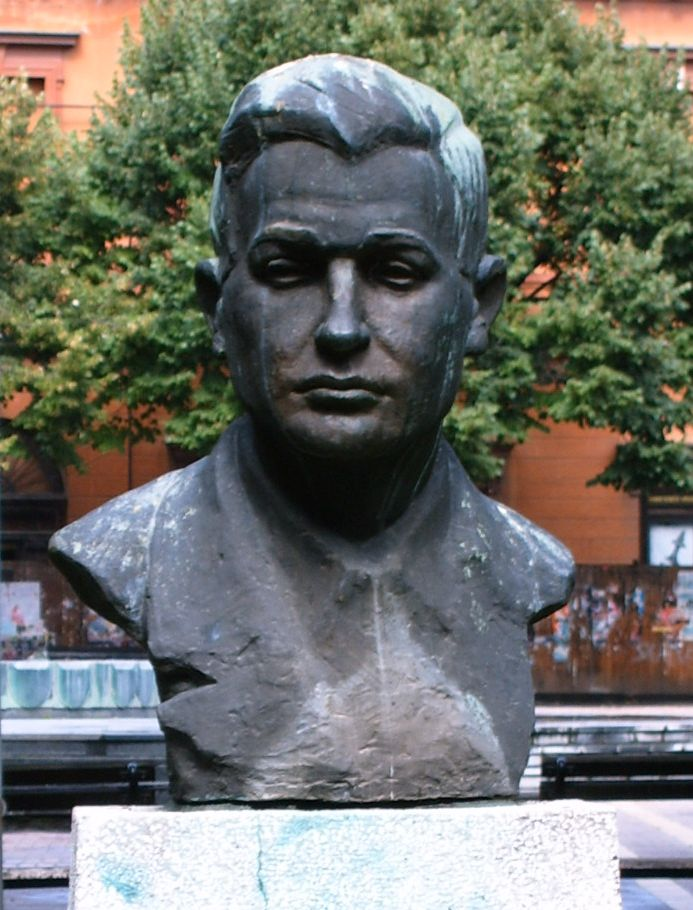
Popiersie Csátha w rodzinnym mieście, Suboticy

Géza Csáth, właśc. József Brenner (ur. 13 lutego 1887 w Suboticy, zm. 11 września 1919 w Kelebiji) – węgierski pisarz, dramaturg, muzyk, krytyk muzyczny, lekarz psychiatra. Jego krewnym był Dezső Kosztolányi.